# Rumsonder
Denne liste har som formål at inkludere alle individuelle rumsonder, der har studeret eller er planlagt til at skulle studere objekter i Solsystemet (udover jorden):
For en beskrivelse af rumsonder generelt se rumsonde.
(listen er ikke komplet)

## Brændstofbesparende flybys
Rumsonder der har passeret en planet, for at udnytte gravity assist til at ændre deres hastigheder og spare brændstof. Primære missioner er typisk en anden planet/komet/asteroide.
- Mariner 10 (USA, 1973) succes – Venus 1974
- Pioneer 11 (USA, 1972) – succes – Jupiter 1974 og Saturn 1979
- Voyager 1 (USA, 1977) – succes – Jupiter 1979 og Saturn 1980
- Voyager 2 (USA, 1977) – succes – Jupiter 1979, Saturn 1981, Uranus 1986 og Neptun 1989
- Galileo (USA, 1989) – succes – Venus 1990, Jorden 1990 og 1992
- Ulysses (ESA/USA, 1990) – succes – Jupiter 1992
- Cassini (USA, 1997) – succes – Venus 1998 og 1999, Jorden 1999 og Jupiter 2000
- Rosetta (ESA, 2004) – succes – Jorden 2005, 2007 og 2009, Mars 2007
- MESSENGER (USA, 2004) – succes – Jorden 2005 og Venus 2006
- New Horizons (rumsonde) (USA, 2006) – Jupiter 2007

----
- MESSENGER (USA, 2004) – Venus 2007, Merkur 2008, 2008 og 2009
- Rosetta (ESA, 2004) – Mars 2007, Jorden 2007 og 2009
- Dawn (USA, 2007) – Mars 2009

## Solsonder
Denne liste inkluderer ikke observatorier i kredsløb om jorden
- Pioneer 5 (USA, 1960) – succes
- Pioneer 6 (USA, 1965) – succes
- Pioneer 7 (USA, 1966) – succes
- Pioneer 8 (USA, 1967) – succes
- Pioneer 9 (USA, 1968) – succes
- Helios 1 (USA/Tyskland, 1974) – succes
- Helios 2 (USA/Tyskland, 1976) – succes
- Ulysses (ESA/USA, 1994) – succes
- SOHO (ESA/USA, 1995-??) – succes (stadig aktiv)
- Genesis (USA, 2001-2004) – delvis succes (hård landing ved hjemkomsten) – sample return
- STEREO (USA, 2006) – opsendt

----
- Solar Orbiter (ESA, 2015) – planlagt

## Planetsonder

### Merkursonder
- Mariner 10 (USA, 1974) – succes – flyby
- Mariner 10 (USA, 1974) – succes – flyby
- Mariner 10 (USA, 1975) – succes – flyby

----
- MESSENGER (USA, 2011-15) – opsendt – orbiter
- BepiColombo (ESA/Japan, ????-??) – under opbygning – orbitere
  - MPO (ESA, ????-??) – under opbygning  – orbiter
  - MMO (Japan, ????-??) – under opbygning – orbiter

### Venussonder
- Venera 1 (Sovjetunionen, 1961) – mislykket – flyby
- Mariner 1 (USA, 1962) – mislykket – flyby
- Mariner 2 (USA, 1962) – succes – flyby
- Zond 1 (Sovjetunionen, 1964) – mislykket – flyby
- Venera 2 (Sovjetunionen, 1966) – mislykket – flyby
- Venera 3 (Sovjetunionen, 1966) – mislykket – atmosfæresonde
- Venera 4 (Sovjetunionen, 1967) – succes – atmosfæresonde
- Mariner 5 (USA, 1967) – succes – flyby
- Venera 5 (Sovjetunionen, 1969) – succes – atmosfæresonde
- Venera 6 (Sovjetunionen, 1969) – succes – atmosfæresonde
- Venera 7 (Sovjetunionen, 1970) – succes – lander
- Venera 8 (Sovjetunionen, 1972) – succes – lander
- Mariner 10 (USA, 1974) – succes – flyby
- Venera 9 (Sovjetunionen, 1975) – succes – orbiter
  - Venera 9 lander (Sovjetunionen, 1975) – succes – lander
- Venera 10 (Sovjetunionen, 1975) – succes – orbiter
  - Venera 10 lander (Sovjetunionen, 1975) – succes – lander
- Venera 11 (Sovjetunionen, 1978) – succes – flyby
  - Venera 11 lander (Sovjetunionen, 1978) – delvis succes – lander
- Venera 12 (Sovjetunionen, 1978) – succes – flyby
  - Venera 12 lander (Sovjetunionen, 1978) – delvis succes – lander
- Pioneer Venus Orbiter (USA, 1978-1992) – succes – orbiter
- Pioneer Venus Multiprobe (USA, 1978) – succes
  - Bus
  - Large Probe – atmosfæresonde
  - North Probe – atmosfæresonde
  - Day Probe – atmosfæresonde
  - Night Probe – atmosfæresonde
- Venera 13 (Sovjetunionen, 1982) – succes – flyby
  - Venera 13 lander (Sovjetunionen, 1982) – succes – lander
- Venera 14 (Sovjetunionen, 1982) – succes – flyby
  - Venera 14 lander (Sovjetunionen, 1982) – succes – lander
- Venera 15 (Sovjetunionen, 1983-1984) – succes – orbiter
- Venera 16 (Sovjetunionen, 1983-1984) – succes – orbiter
- Vega 1 (Sovjetunionen, 1985) – succes – flyby
  - Vega 1 lander (Sovjetunionen, 1985) – mislykket – lander
  - Vega 1 atmosfæreballon (Sovjetunionen, 1985) – succes – atmosfæreballon
- Vega 2 (Sovjetunionen, 1985) – succes – flyby
  - Vega 2 lander (Sovjetunionen, 1985) – succes – lander
  - Vega 2 atmosfæreballon (Sovjetunionen, 1985) – succes – atmosfæreballon
- Galileo (USA, 1990) – succes – flyby
- Magellan (USA, 1990-1994) – succes – orbiter
- Cassini (USA, 1998) – succes – flyby
- Cassini (USA, 1999) – succes – flyby
- Venus Express (ESA, 2006-??) – i kredsløb – orbiter
- MESSENGER (USA, 2006) – succes – flyby

----
- MESSENGER (USA, 2007) – opsendt – flyby
- Akatsuki (Japan, 2010) – planlagt – orbiter
- Venera-D (Russia, 2013) – planlagt – orbiter

## Månesonder
- Pioneer 0 (USA, 1958) – mislykket – orbiter
- Pioneer 1 (USA, 1958) – mislykket – orbiter
- Pioneer 3 (USA, 1958) – mislykket – flyby
- Luna 1 (Sovjetunionen, 1959) – succes – flyby
- Pioneer 4 (USA, 1959) – delvist succes – flyby
- Luna 2 (Sovjetunionen, 1959) – succes – impactor
- Luna 3 (Sovjetunionen, 1959) – succes – flyby
- Ranger 3 (USA, 1962) – mislykket – impactor
- Ranger 4 (USA, 1962) – succes – impactor
- Ranger 5 (USA, 1962) – delvist mislykket – impactor (blev flyby)
- Luna 4 (Sovjetunionen, 1963) – delvist mislykket – lander
- Ranger 6 (USA, 1964) – mislykket – impactor
- Ranger 7 (USA, 1964) – succes – impactor
- Ranger 8 (USA, 1964) – succes – impactor
- Ranger 9 (USA, 1964) – succes – impactor
- Zond 3 (Sovjetunionen, 1965) – succes – flyby
- Luna 9 (Sovjetunionen, 1966) – succes – lander
- Luna 10 (Sovjetunionen, 1966) – succes – orbiter
- Surveyor 1 (USA, 1966) – succes – lander
- Luna 11 (Sovjetunionen, 1966) – succes – orbiter
- Surveyor 2 (USA, 1966) – crashed – lander
- Luna 12 (Sovjetunionen, 1966-67) – succes – orbiter
- Luna 13 (Sovjetunionen, 1966) – succes – lander
- Lunar Orbiter 1 (USA, 1966) – succes – orbiter
- Lunar Orbiter 2 (USA, 1966-67) – succes – orbiter
- Explorer 35 (USA, 1967-73) – succes – orbiter
- Lunar Orbiter 3 (USA, 1967) – succes – orbiter
- Lunar Orbiter 4 (USA, 1967) – succes – orbiter
- Lunar Orbiter 5 (USA, 1967-68) – succes – orbiter
- Surveyor 3 (USA, 1967) – succes – lander
- Surveyor 4 (USA, 1967) – crashed – lander
- Surveyor 5 (USA, 1967) – succes – lander
- Surveyor 6 (USA, 1967) – succes – lander
- Surveyor 7 (USA, 1968) – succes – lander
- Luna 14 (Sovjetunionen, 1968) – succes – orbiter
- Zond 5 (Sovjetunionen, 1968) – succes – flyby
- Zond 6 (Sovjetunionen, 1968) – succes – flyby
- Zond 7 (Sovjetunionen, 1969) – succes – flyby
- Luna 16 (Sovjetunionen, 1970) – succes – sample return
- Luna 17 (Sovjetunionen, 1970) – succes – lander
  - Lunokhod 1 (Sovjetunionen, 1970-71) – succes – månebil
- Zond 8 (Sovjetunionen, 1970) – succes – flyby
- Luna 19 (Sovjetunionen, 1971-72) – succes – orbiter
- Luna 20 (Sovjetunionen, 1972) – succes – lander
- Luna 21 (Sovjetunionen, 1973) – succes – lander
  - Lunokhod 2 (Sovjetunionen, 1973) – succes – månebil
- Luna 22 (Sovjetunionen, 1974-75) – succes – orbiter
- Luna 24 (Sovjetunionen, 1976) – succes – lander
- Hiten (Japan, 1990-93) – succes – orbiter
  - Hagoromo (Japan, 1990) – mislykket – orbiter
- Galileo (USA, 1990) – succes – flyby
- Galileo (USA, 1992) – succes – flyby
- Clementine (USA, 1994) – succes – orbiter
- Lunar Prospector (USA, 1998-99) – succes – orbiter
- SMART-1 (ESA, 2003-06) – succes – orbiter
- Chang'e 1 (CNSA, 2007) – i kredsløb – orbiter
- SELENE (Japan, 2007) – i kredsløb – orbiter, lander

----
- Chandrayaan I (ISRO, 2008)  – orbiter, sammenstødssonde
- Lunar Reconnaissance Orbiter (USA, 2008) – planlagt – orbiter
  - LCROSS (USA, 2008) – planlagt – impactor
- LUNAR-A (Japan,) – aflyst

## Marssonder
- Mars 1960A (Sovjetunionen, 1960) – mislykket
- Mars 1960B (Sovjetunionen, 1960) – mislykket
- Mars 1962A (Sovjetunionen, 1962) – mislykket – flyby
- Mars 1 (Sovjetunionen, 1962) – mislykket – flyby
- Mars 1962B (Sovjetunionen, 1962) – mislykket – lander
- Mariner 3 (USA, 1964) – mislykket – flyby
- Zond 2 (Sovjetunionen, 1964) – mislykket – flyby
- Mariner 4 (USA, 1964) – succes – flyby
- Mariner 6 (USA, 1969) – succes – flyby
- Mariner 7 (USA, 1969) – succes – flyby
- Mariner 8 (USA, 1971) – mislykket – orbiter
- Mariner 9 (USA, 1971) – succes – orbiter
- Mars 2 (Sovjetunionen, 1971) – partial succes – orbiter
  - Mars 2 Lander (Sovjetunionen, 1971) – mislykket – lander
- Mars 3 (Sovjetunionen, 1971) – delvis mislykket – orbiter
  - Mars 3 Lander (Sovjetunionen, 1971) – mislykket – lander
- Cosmos 419 (Sovjetunionen, 1971) – mislykket
- Mars 4 (Sovjetunionen, 1973) – mislykket – orbiter
- Mars 5 (Sovjetunionen, 1973) – succes – orbiter
- Mars 6 (Sovjetunionen, 1973) – succes – flyby
  - Mars 6 Lander (Sovjetunionen, 1973) – mislykket – lander
- Mars 7 (Sovjetunionen, 1973) – succes – flyby
  - Mars 7 Lander (Sovjetunionen, 1973) – mislykket – lander
- Viking 1 Orbiter (USA, 1976-80) – succes – orbiter
  - Viking 1 Lander (USA, 1976-82) – succes – lander
- Viking 2 Orbiter (USA, 1976-78) – succes – orbiter
  - Viking 2 Lander (USA, 1976-80) – succes – lander
- Phobos 1 (Sovjetunionen, 1988) – mislykket – orbiter
- Phobos 2 (Sovjetunionen, 1988) – partial succes – orbiter
- Mars Observer (USA, 1992) – mislykket – orbiter
- Mars 96 (Roskosmos, 1997) – mislykket – orbiter
- Mars Pathfinder (USA, 1997) – succes – lander
  - Sojourner (USA, 1997) – succes – marsbil
- Mars Global Surveyor (USA, 1997-2006) – succes – orbiter
- Mars Climate Orbiter (USA, 1998) – mislykket – orbiter
- Mars Polar Lander (USA, 1998) – mislykket – lander
  - Deep Space 2 "Amundsen" (USA, 1998) – mislykket – gennembrudssonde
  - Deep Space 2 "Scott" (USA, 1998) – mislykket – gennembrudssonde
- 2001 Mars Odyssey (USA, 2001-??) – i kredsløb – orbiter (stadig aktiv)
- Mars Surveyor 2001 Lander (USA, 2001) – aflyst – lander
- Nozomi (Japan, 2003) – mislykket – orbiter
- MER-A "Spirit" (USA, 2004-??) – succes – rover
- MER-B "Opportunity" (USA, 2004-??) – succes – rover (stadig aktiv)
- Mars Express (ESA, 2004-??) – succes – orbiter (stadig aktiv)
  - Beagle 2 (UK, 2004) – mislykket – lander
- Mars Reconnaissance Orbiter (USA, 2006-??) – succes – orbiter (stadig aktiv)
- Phoenix (USA, 2008) – succes – lander

----
- Mars Telecommunications Orbiter (USA, 2010) – aflyst – orbiter
- Curiosity (USA, 2011) – opsendt – rover
- ExoMars (ESA, 2013) – planlagt – rover
- InSight (USA, 2018) – succes – lander

### Phobossonder
- Fobos 1 (Sovjetunionen, 1988) – tabt på vej til Phobos – lander
- Fobos 2 (Sovjetunionen, 1988) – tabt i kredsløb  – lander

----
- Fobos-Grunt (Roskosmos, 2011) – mislykket – sample return

## Jupitersonder
- Pioneer 10 (USA, 1973) – succes – flyby
- Pioneer 11 (USA, 1974) – succes – flyby
- Voyager 1 (USA, 1979) – succes – flyby
- Voyager 2 (USA, 1979) – succes – flyby
- Ulysses (ESA/USA, 1992) – succes – flyby
- Galileo Orbiter (USA, 1995-2003) – succes – orbiter
  - Galileo Probe (USA, 1995) – succes – atmosfæresonde
- Cassini (USA, 2000-01) – succes – flyby
- Ulysses (ESA/USA, 2003-2004) – succes – flyby

----
- Juno (USA, 2010) – i planlægningsfasen – orbiter

## Saturnsonder
- Pioneer 11 (USA, 1979) – succes – flyby
- Voyager 1 (USA, 1980) – succes – flyby
- Voyager 2 (USA, 1981) – succes – flyby
- Cassini (USA, 2004-??) – i kredsløb – orbiter (stadig aktiv)

### Titansonder
- - Huygens (ESA, 2005) – succes – atmosfæresonde

### Uranussonder
- Voyager 2 (USA, 1986) – succes – flyby

### Neptunsonder
- Voyager 2 (USA, 1989) – succes – flyby

----
- Neptune Orbiter (USA, ????) – under study – orbiter

## Dværgplanetsonder

### Ceres
- Dawn (USA, 2015) – planlagt – orbiter

### Plutosonder
- Pluto Fast Flyby (USA, 2010) – aflyst – flyby
- Pluto Express (USA, 2012) – aflyst – flyby

----
- New Horizons (USA, 2015) – endnu ikke ankommet – flyby

## Asteroidesonder

### 4 Vesta
- Dawn (USA, 2011) – succes – orbiter

### 21 Lutetia
- Rosetta (ESA, 2010) – succes – flyby

### 243 Ida
- Galileo (USA, 1993) – succes – flyby

### 243,1 Dactyl
- Galileo (USA, 1993) – succes – flyby

### 253 Mathilde
- NEAR Shoemaker (USA, 1997) – succes – flyby

### 433 Eros
- NEAR Shoemaker (USA, 1999) – flyby (mislykket kredsløbsindsætning)
- NEAR Shoemaker (USA, 2000-01) – succes – orbiter
- NEAR Shoemaker (USA, 2001) – succes – improviseret lander

### 951 Gaspra
- Galileo (USA, 1991) – succes – flyby

### 2867 Šteins
- Rosetta (ESA, 2008) – succes – flyby

### 2685 Masursky
- Cassini-Huygens (USA, 2000) – flyby

### 5535 Annefrank
- Stardust (USA, 2002) – succes – fjernt flyby

### 9969 Braille
- Deep Space 1 (USA, 1999) – delvis succes – flyby

### (25143) Itokawa
- Hayabusa (Japan, 2005) – delvis succes – sample return
  - MINERVA (Japan, 2005) – mislykket – hopper
  - SSV (USA, ????) – aflyst – bil

### 2002 JF56
- New Horizons (USA, 2006) – succes – fjernt flyby

## Kometsonder

### 1P/Halley
- Giotto (rumsonde) (ESA, 1986) – succes – flyby
- Vega 1 (Sovjetunionen, 1986) – succes – flyby
- Vega 2 (Sovjetunionen, 1986) – succes – flyby
- Sakigake (Japan, 1986) – succes – flyby
- Suisei (Japan, 1986) – succes – flyby

### 2P/Encke
- CONTOUR (USA, 2003) – mislykket – flyby

### 6P/d'Arrest
- CONTOUR (USA, 2008) – mislykket – flyby

### 9P/Tempel
- Deep Impact (USA, 2005) – succes – flyby
  - Impactor (USA, 2005) – succes – impactor

----
- Stardust (USA, 2010) – succes – flyby

### 19P/Borrelly
- Deep Space 1 (USA, 2001) – succes – flyby

### 21P/Giacobini-Zinner
- ISEE3/ICE (USA, 1985)
- Sakigake (Japan, 1998) – mislykket – flyby
- Suisei (Japan, 1998) – mislykket – flyby

### 26P/Grigg-Skjellerup
- Giotto (rumsonde) (ESA, 1992) – succes – flyby

### 67P/Tjurjumov-Gerasimenko
- Rosetta (ESA, 2014-15) – i transit – orbiter
  - Philae (ESA, 2014) – i transit – lander

### 73P/Schwassmann-Wachmann
- CONTOUR (USA, 2006) – mislykket – flyby

### 81P/Wild 2
- Stardust (USA, 2004) – succes – flyby, sample return

### 85P/Boethin
- Deep Impact (USA, 2008) – aflyst – flyby